# Anapatara eloeidis
Anapatara eloeidis är en insektsart som först beskrevs av Frederick Arthur Godfrey Muir 1930.  Anapatara eloeidis ingår i släktet Anapatara och familjen Derbidae. Inga underarter finns listade i Catalogue of Life.